# あい・あいバス
あい・あいバスは、埼玉県羽生市が運行するコミュニティバスの愛称。1995年4月2日に「羽生市内循環バス」（はにゅうしないじゅんかんバス）として運行開始した。運行開始時は東武鉄道直営時代の東武バス（加須営業所）が運行を受託していた。東武バス加須営業所は2000年3月に閉所し、同年4月に朝日自動車加須営業所へ路線が移管された。現在も朝日自動車加須営業所が単独で運行受託している。

## 現行路線
2018年（平成30年）5月1日にルートが変更された。

### いがまん号

#### 須影・岩瀬ルート
- 市役所 - 羽生駅東口 - 文化ホール - 南羽生駅 - 下新城中 - 羽生総合病院 - 岩瀬公民館 - 羽生駅西口 - 宮田団地入口 - 市役所

土休日運休

#### 川俣・新郷ルート
- 市役所 - 栄町 - 羽生駅西口 - 下新郷北 - 新郷駅 - 住吉 - 別所 - 本川俣 - 羽生駅東口 - 市役所

土休日運休

### ムジナもん号

#### 手子林・三田ヶ谷ルート
- 市役所 - 羽生駅東口 - 北袋集会所 - 南羽生駅 - 神戸東 - 手子林公民館前 - 北荻島 - 三田ヶ谷2区 - 前原 - 北袋 - 羽生駅東口 - 市役所

土休日運休

#### 井泉・村君ルート
- 市役所 - 羽生駅東口 - 稲子集会場 - 松の木 - スカイスポーツ公園 - 井泉公民館前 - 中央公園入口 - 羽生駅東口 - 市役所

土休日運休